# پونته میلویو
پل میلویو یا پونته میلویو (ایتالیایی: Ponte Milvio) پلی بر روی تیبر در شمال رم، ایتالیا است. این پل در دوران امپراتوری روم از نظر اقتصادی و استراتژیک مهم بود و محل نبرد پل میلوین در سال ۳۱۲ بود که به حکومت امپراتوری کنستانتین بزرگ منتهی شد.

## اصطلاح پل میلوین در فلسفه
پل میلوین جایی است که کنستانتین برای امپراتوری روم با ماکسنتیوس جنگید. موفقیت او در آنجا، مبارزه همراه با علامت و نشانه مسیح  برای قرن ها به عنوان استدلال برای حقیقت مسیحیت مورد استفاده قرار گرفت. «پل میلوین» هر استدلالی است که از موفقیت یک باور برای حقیقت آن استدلال کند.